# Train de nuit (film, 1959)
Pour les articles homonymes, voir Train de nuit (homonymie).
Pour plus de détails, voir Fiche technique et Distribution.
Train de nuit (Pociąg) est un film polonais réalisé par Jerzy Kawalerowicz sorti en 1959.

## Synopsis
Jerzy, élégant quadragénaire, quitte Łódź pour la presqu'île d'Hel, sur la Mer Baltique en Pologne, à bord d'un train bondé. Ayant oublié son billet, il monte dans le wagon-lits et loue, auprès de la conductrice une cabine "Messieurs" à son usage exclusif. Mais celle-ci est déjà investie par une ravissante blonde. Il tente de l'en faire sortir avec l'aide de l'employée, qui évoque le règlement, sans succès. Las, il abandonne. La relation tendue s'apaise peu à peu, les deux voyageurs se parlent. Mais au cours de la nuit, la police fait irruption dans le train et interpelle l'homme, le soupçonnant d'avoir assassiné sa femme.

## Fiche technique
- Titre : Train de nuit
- Titre original : Pociąg
- Réalisation : Jerzy Kawalerowicz
- Scénario : Jerzy Kawalerowicz et Jerzy Lutowski
- Pays d'origine :  Pologne
- Langue : polonais
- Format : Noir et blanc - 1,33:1 - Mono - 35 mm
- Genre : Comédie dramatique
- Durée : 93 minutes
- Date de sortie : 6 septembre 1959 (Pologne)

## Distribution
- Lucyna Winnicka : Marta
- Leon Niemczyk : Jerzy
- Teresa Szmigielówna : La femme de l'avocat
- Zbigniew Cybulski : Staszek
- Aleksander Sewruk : l'avocat
- Czesław Piaskowski : un passager
- Mieczysław Waśkowski : un passager

### Revue de presse
- Jean-Elie Fovez, « Train de nuit », Téléciné no 116, (Paris, Fédération des Loisirs et Culture Cinématographique (FLECC), mai-juin 1964,  (ISSN 0049-3287)